# Herta
Herta je žensko osebno ime.

## Izvor imena
Ime Herta izhaja iz nemškega imena Herta z različico Hertha, ki je skrajšana oblika iz imen, ki se začenjajo na Hert-, Hart-, npr. Hertrud, Herwiga itd. Sestavina heri v teh imenih pomeni »vojska, množica«.

## Različice imena
Hertica

## Tujejezikovne oblike imena
- pri Madžarih: Herta
- pri Nemcih: Hertha, Herta

## Pogostost imena
Po podatkih Statističnega urada Republike Slovenije je bilo na dan 31. decembra 2007 v Sloveniji število ženskih oseb z imenom Herta: 133.

## Osebni praznik
V koledarju je ime Herta skupaj z imenom Herbert; god praznuje 16. marca (Herbert, Kölnski nadškof, † 16. marca 1021).

## Zanimivost
Herta je bilo ime drugi Titovi ženi.